# Stojka

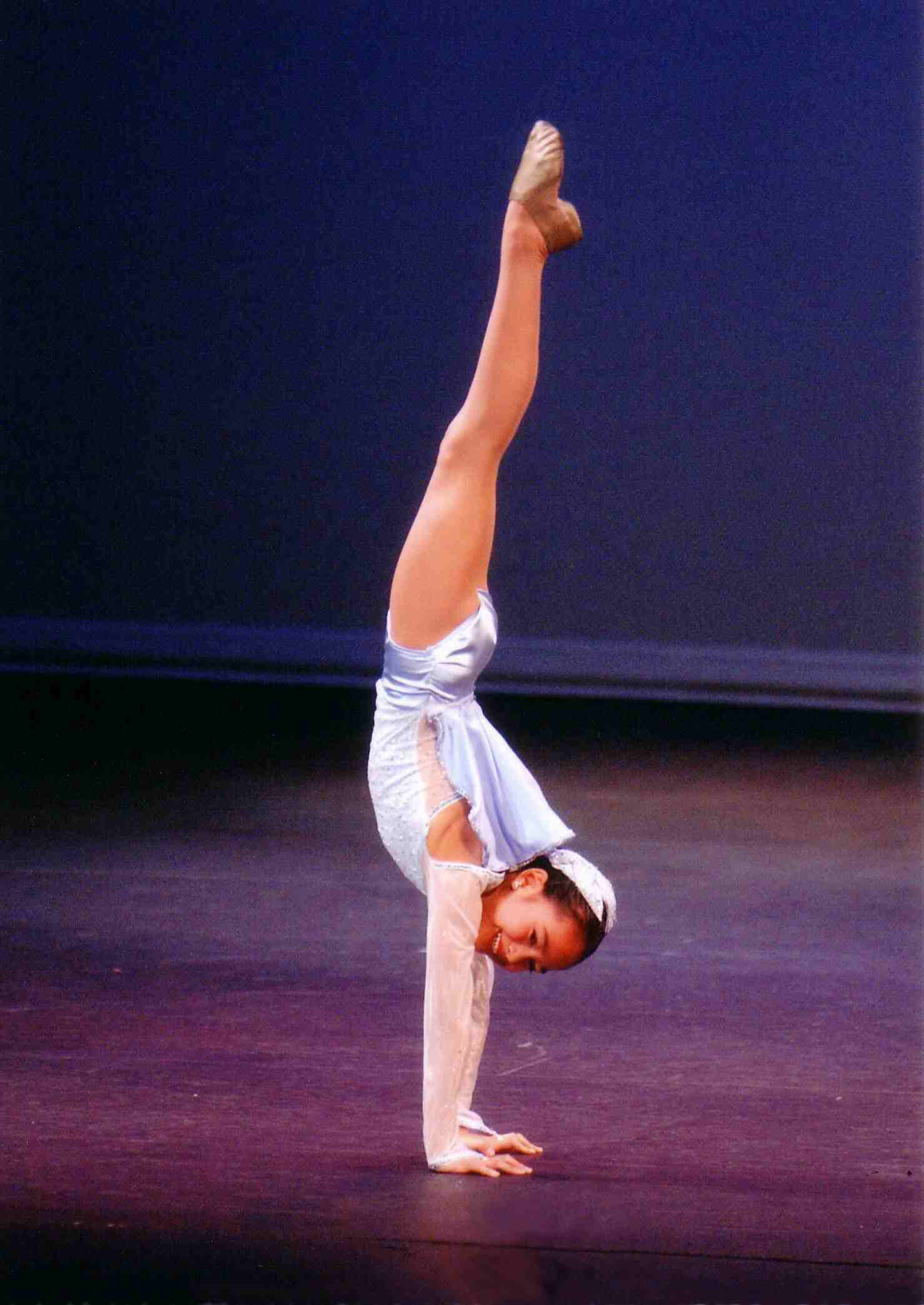
Stojka

Stojka, či stoj na rukou, je vertikální pozice těla, kdy nohy a chodidla směřují vzhůru. Existuje mnoho variant stojky, ale vždy je potřeba rovnováhy a síly v horní části těla.
Stojky jsou prováděny v mnoha sportovních aktivitách, v tanci, cirkusu, józe (zde se nazývá „Adho Mukha Vrkshásana“ neboli „obrácený strom“), synchronizovaném plavání a gymnastice. 

## Rizika stojky
Tlak krve v hlavě se zvyšuje na mimořádně vysokou úroveň, stojka zvyšuje riziko mrtvice, plicního edému a dalších onemocnění.

## Stojka v hudbě
Ke zpopularizování stojky v českém prostředí došlo v roce 2019, kdy byla vydána píseň Bereniky Kohoutové Dělám stojky.